# Diagonal TV
Diagonal TV S.A. és una empresa de producció audiovisual espanyola pertanyent al grup Endemol Shine Iberia. Fundada a Barcelona el 1997 s'ha dedicat a produir principalment sèries de televisió en català i en castellà. És una de les principals productores espanyoles i compta amb diverses produccions de gran èxit com La catedral del mar o Isabel. Treballa habitualment amb RTVE i Atresmedia, però molt poc amb Mediaset.

## Direcció
Joan Bas fou director executiu de Diagonal TV des de la seva fundació fins que es va jubilar el 2017. El 2017 foren nomenats Montse García directora executiva i Jordi Frades responsable de continguts. El febrer de 2020 Montse García deixava el càrrec per incorporar-se a Atresmedia Televisión i Jordi Frades la va substituir en el càrrec.

## Produccions

### Televisió
- El súper (Telecinco, 1996-1999)
- Ambiciones (Antena 3, 1998)
- Temps de silenci (TV3, 2001-2002)
- Él y ella (varias cadenas autonómicas, 2003).
- Ventdelplà (TV3, 2005-2010)
- Amar en tiempos revueltos (La 1, 2005-2012)
- La Señora (La 1, 2008 - 2010)
- 700 euros, diario secreto de una call girl (Antena 3, 2008)
- 90-60-90, diario secreto de una adolescente (Antena 3, 2009)
- 14 de abril. La República (La 1, 2011)
- Bandolera (Antena 3, 2011-2013)
- Isabel (La 1, 2012-2014)
- Kubala, Moreno i Manchón (TV3, 2012-2014)
- Amar es para siempre (Antena 3, 2013-actualitat)
- Sin identidad (Antena 3, 2014-2015)
- Habitaciones cerradas (La 1, 2015)
- Carlos, Rey Emperador (La 1, 2015-2016)
- La catedral del mar (Antena 3, 2018)
- Cala Blanca (Antena 3, projecte ajornat indefinidament)
- Si no t'hagués conegut (TV3, 2018-actualidad)
- Matadero (Antena 3, 2019)
- El nudo (Antena 3, 2019)
- Mercado Central (La 1, 2019 - 2021)
- #Luimelia (Atresplayer Premium, 2020 - actualitat)
- #Luimelia77 (Atresplayer Premium, 2020)
- Els hereus de la terra (Los herederos de la tierra) (Netflix, Antena 3 i TV3, en desenvolupament)
- La novia gitana (Atresplayer Premium, en desenvolupament)
- Palacio real. Brillo y tragedia de la monarquía española (en desenvolupament), sèrie de 22 capítols sobre la família Borbó entre 1900 i 2014, a partir de la recerca de Sergio Vila-Sanjuán[7]

### Cinema
- The Bookshop (2017)
- La corona partida (2016)
- Va a ser que nadie es perfecto (2006)